# Georges Manzana-Pissarro
Pour les articles homonymes, voir Pissarro.
Georges Henri Pissarro, dit Georges Manzana-Pissarro ou Georges Henri Manzana-Pissarro, né le 22 novembre 1871 à Louveciennes (Yvelines) et mort le 20 janvier 1961 à Menton, est un peintre et graveur français.
Proche du courant libertaire, il est le troisième fils du peintre impressionniste Camille Pissarro.

## Biographie
Durant son adolescence, Georges Pissarro étudie la peinture avec son père avec qui il apprend à aimer la nature dans le sillage de l'impressionnisme représenté alors par Monet, Renoir, Gauguin, Cézanne entre autres, tous amis et présents dans la maison Pissarro.
Il peint dans ce style une série de paysages autour de Pontoise et Éragny. En 1894, il choisit comme pseudonyme le nom de sa grand-mère « Manzana », et c'est en 1910 qu'il adopte définitivement le nom qui lui restera, « Manzana-Pissarro ». Sympathisant anarchiste, il partage avec son père et ses frères, Lucien et Rodolphe, sa passion pour la peinture néo-impressionniste et les convictions libertaires des mouvements anarchistes animés, à cette époque, par Ricardo Flores Magón. En 1899, il collabore au journal d'Émile Pouget, Le Père Peinard. Il soutient aussi Les temps Nouveaux de Jean Grave en offrant un tableau lors d'une tombola.
Vers 1906, Manzana-Pissarro cherche d'autres moyens d'expression par la conception d'objets décoratifs et meubles. Il est influencé par les scènes tahitiennes et martiniquaises de Gauguin. Il développe un penchant pour l'orientalisme qui, à cette époque, commence à se manifester dans certaines de ses œuvres par ses expériences avec l'or, l'argent et la peinture au cuivre dont il rehausse ses aquarelles de poissons et d'oiseaux.
Intéressé par les arts appliqués, il a la possibilité, lors de ses visites à Londres, à partir de 1889, d’assimiler d’emblée le mouvement anglais Arts and Crafts. Dans le même temps, il peint à la manière néo-impressionnisme qui avait établi la gloire de son père, Camille Pissarro. C’est autour de 1906-1907 que prend corps son monde enchanté. Sur des fonds souvent faits d’argent, d’or et de bronze, ses peintures et monotypes puisent fréquemment leur inspiration dans les estampes japonaises, les toiles exotiques de Paul Gauguin et Les Mille et Une Nuits.
« Sa créativité d'objets divers est alors très importante depuis le style Art nouveau à l'Art déco (1925 à 1930). Contrairement aux peintures, il ne date pas ces œuvres ce qui semble indiquer de sa part une distinction entre la peinture proprement dite et la décoration alimentaire. Depuis lors, l'intérêt du public s'est inversé en faveur de ses paysages, où l'on retrouve l'écho de l'œuvre de son père », estime le Dictionnaire Bénézit. Au début du XXe siècle, il expose régulièrement ses œuvres au Salon d'automne et au Salon des indépendants, ainsi que chez Paul Durand-Ruel et à la galerie Eugène Druet à Paris.
En 1907, il expose des œuvres décoratives chez Ambroise Vollard. Son exposition la plus importante a lieu en 1914 au musée des Arts décoratifs de Paris où il montre 311 œuvres, dont des tapisseries, des tapis, des meubles, des verreries, des peintures décoratives, des gravures et des lithographies. L'artiste continue à exposer régulièrement jusqu'à la fin des années 1930. Il partage son temps entre les Andelys et Paris, Lors de la déclaration de guerre en 1939, il déménage avec sa famille à Casablanca où il reste jusqu'en 1947.
Georges Manzana-Pissarro meurt le 20 janvier 1961 à Menton.

## Œuvres

### Œuvres dans les collections publiques
- Gray, musée Baron-Martin : Femme au pays du soleil, aquarelle, 31 × 41 cm.

### Gravure
Manzana-Pissarro a produit des bois, des eaux-fortes, des monotypes et des lithographies. Sur certaines estampes, il a pratiqué le pochoir. Son premier travail remarquable est la lithographie qu'il donne à l'album Hommage au général Picquart (1899), précédé par une série d'eaux-fortes inspirées par la poésie de Maeterlinck (1894, 1900). Aquafortiste jusqu'en 1953, il pratique la lithographie en couleurs à partir de 1910, porté par un orientalisme venu de ses lectures des contes arabes. Dans les années 1920, il dessine sur la pierre des vues de Montmartre. L'ensemble est formé de petits tirages.